# Clemenza di Scipione

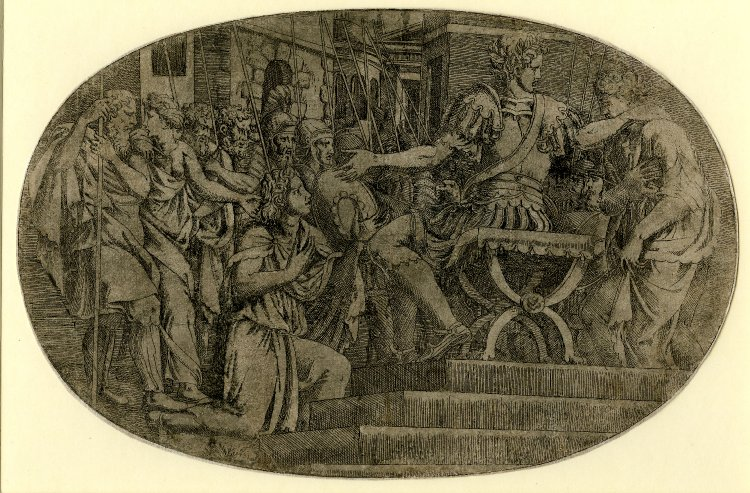
L'episodio in un'incisione del 1543 circa realizzata da Antonio Fantuzzi

Con clemenza di Scipione, o continenza di Scipione, ci si riferisce a un episodio leggendario della presa della città di Nuova Cartagine (Qart Hadašt, l'odierna Cartagena in Spagna) da parte del generale romano Scipione l'Africano, che divenne uno dei temi preferiti della poesia, della letteratura, della scultura e dell'opera in epoca rinascimentale e poi barocca.

## Descrizione
Il resoconto più antico della presa di Nuova Cartagine (209 a.C.) che ci sia giunto è quello di Polibio, uno storico degli inizi del I secolo a.C. La storia leggendaria della continenza di Scipione avvenuta in seguito alla battaglia si sviluppò dapprima nella letteratura latina, con degli strascichi nei testi letterari del sesto secolo, quindi nella pittura e nell'iconografia a partire dal Rinascimento e fino al diciannovesimo secolo.

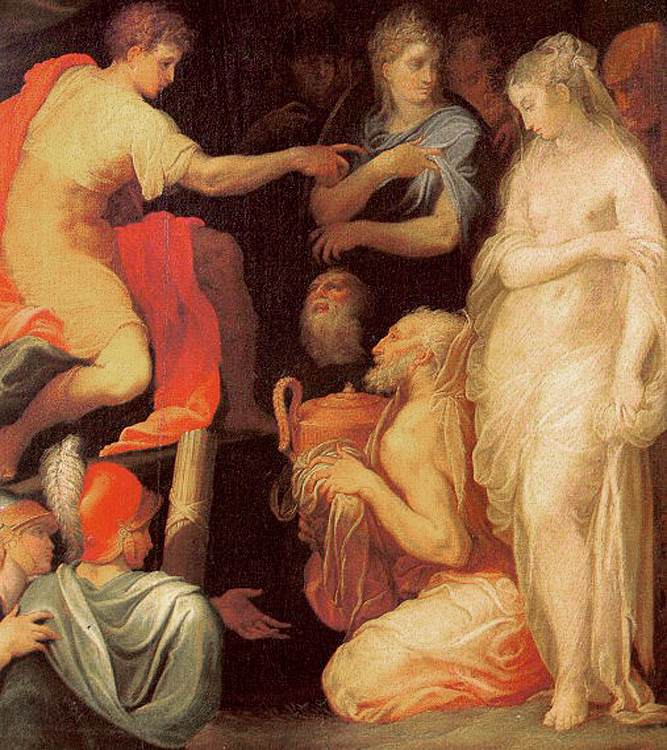
Nicolò dell'Abate, Continenza di Scipione (1555 circa), museo del Louvre

Basandosi sul resoconto di Polibio, Tito Livio ne fornì una nuova versione quasi un secolo dopo nei suoi Ab Urbe condita libri (o Storia di Roma). Il racconto venne ampliato notevolmente e venne arricchito di particolari: dopo la presa della città sotto il comando di Scipione l'Africano, alcuni soldati romani presentarono al loro generale una giovane principessa dalla bellezza straordinaria che avevano catturato. La giovane era condannata a diventare la schiava di Scipione, nonostante fosse stata promessa ad Alluzio (o Allucio), un principe celtibero nonché una delle figure più importanti della città. Allora il padre della principessa si recò da Scipione: egli portava del denaro per riscattare la libertà della figlia. Scipione, nonostante la sua giovinezza e il suo desiderio e nonostante il diritto di guerra, ordinò di riconsegnarla a suo padre e di consegnare il pagamento del riscatto come dote per le nozze.
Senz'ombra di dubbio il gesto di Scipione non era privo di valenza politica: cercava di far allontanare i celtiberi dai loro alleati cartaginesi. Ma il racconto di Tito Livio si presenta innanzitutto come un esempio di virtù. Dopo aver trionfato in battaglia, Scipione trionfa su se stesso e sul suo desiderio. La figura di Publio Cornelio Scipione viene, per così dire, deificata, e l'episodio viene presentato come quello della trasformazione del capo militare in un modello di virtù per i Romani. Spesso questo episodio veniva messo a paragone o addirittura confuso con quello della clemenza di Alessandro Magno nei confronti di Timoclea.

## Nella pittura

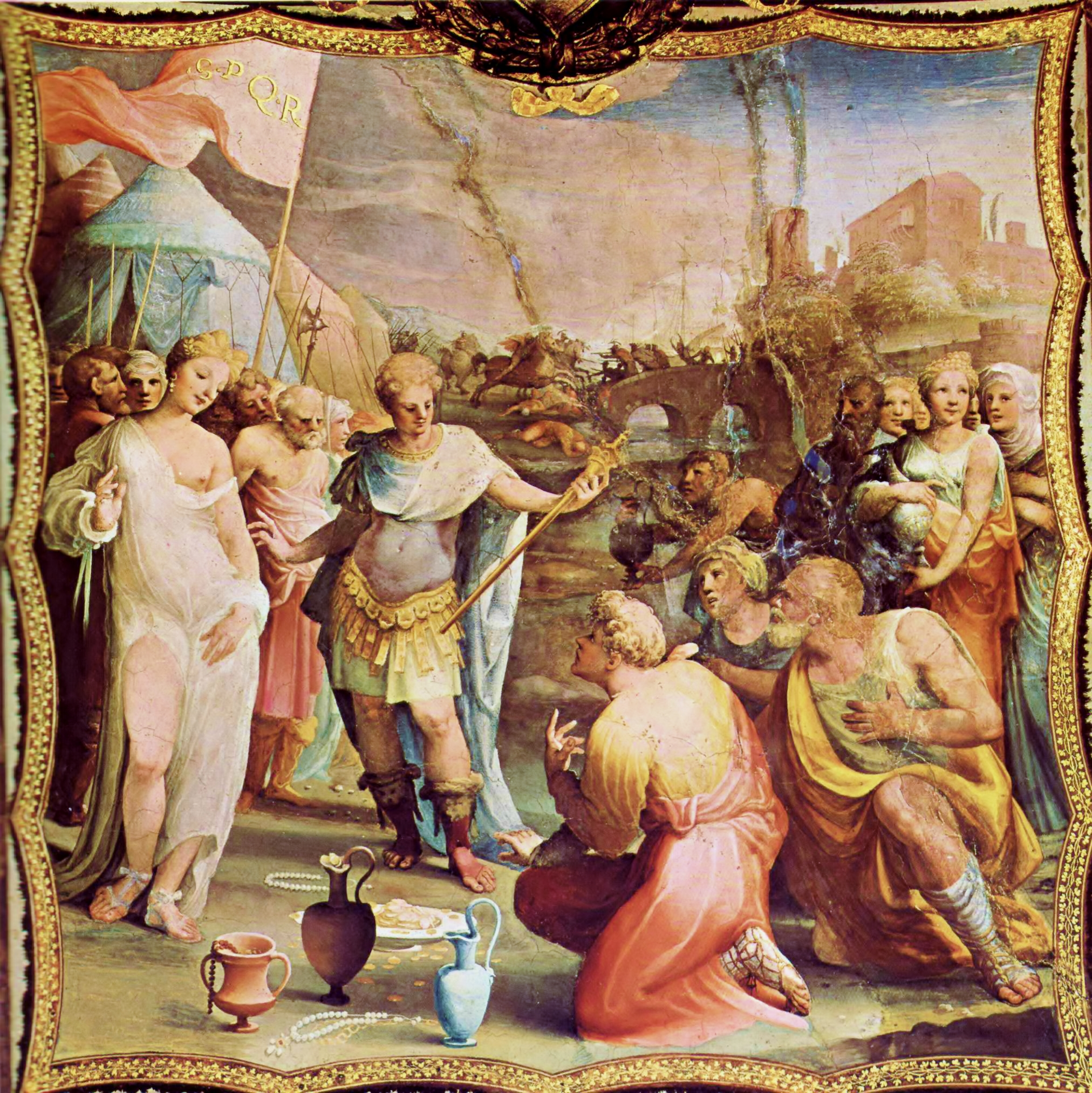
Domenico Beccafumi, Clemenza di Scipione (1524), palazzo Bindi Sergardi, Siena

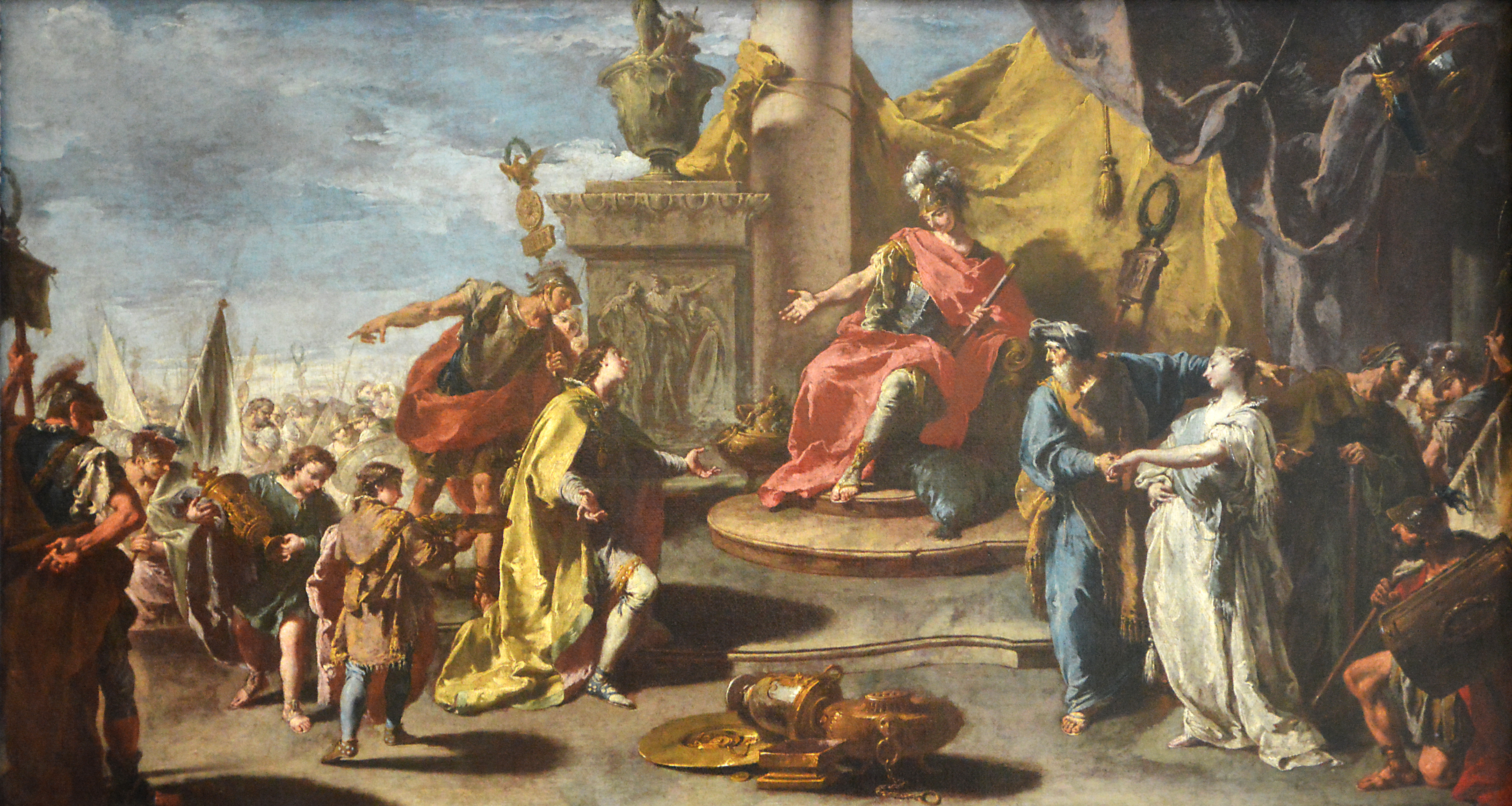
Giambattista Pittoni, Continenza di Scipione (1733), museo del Louvre

Gli esempi pittorici che hanno come soggetto questo tema sono molti. Vengono citati:
- una serie di arazzi del quindicesimo secolo del palazzo reale di Madrid;[5]
- Continenza di Scipione, un quadro grande di Giovanni Bellini nel 1505;
- Continenza di Scipione (1555 circa, Louvre) di Nicolò dell'Abate;
- due dipinti del fiammingo Antoon van Dyck del diciassettesimo secolo;[6]
- altri due dei francesi Niccolò Pussino (Continenza di Scipione) del diciassettesimo secolo, conservato al museo Puškin di Mosca,[7] e François Lemoyne (La continenza di Scipione) al museo delle belle arti di Nancy;
- due tele del pittore italiano Giovanni Battista Pittoni, del diciottesimo secolo, una conservata al museo del Louvre[8] e l'altra alla residenza di Würzburg. In entrambi i casi le opere fanno coppia con un quadro sul sacrificio di Polissena;
- un dipinto di grandi dimensioni del veneziano Tiepolo, del diciottesimo secolo, conservato al museo del Prado, e una serie di affreschi dello stesso autore situati nella villa Cordellina a Vicenza.[9]

A questo episodio viene ricollegato anche un disegno del fiammingo Michael Coxcie.

## Nell'opera
Il tema della continenza di Scipione emerse, come buona parte delle opere a soggetto storico, a Venezia e ispirò almeno diciannove opere tra il 1664 e il 1815. Le opere sull'episodio di Nuova Cartagine furono pubblicate in tutta l'Italia (Venezia, Roma, Napoli, Firenze, Ferrara, Milano...) e a Londra. La storia di Scipione venne ripresa anche in Germania e in Austria, e persino alla corte degli zar a San Pietroburgo.
Alcuni esempi:
- Scipione Africano di Francesco Cavalli. Libretto di Nicolò Minato. Andato in scena al teatro dei Santi Giovanni e Paolo di Venezia nel 1664. Andata nuovamente in scena ad Ancona nel 1666, a Napoli nel 1667, a Ferrara e a Firenze nel 1669, a Bologna nel 1670 e a Roma nel 1671.
- Scipione nelle Spagne di Alessandro Scarlatti. Libretto di Apostolo Zeno, teatro San Bartolomeo a Napoli nel 1714.
- Scipione nelle Spagne di Antonio Caldara. Libretto di Apostolo Zeno. Andato in scena al teatro di Vienna nel 1714.
- Scipione nelle Spagne di Tomaso Albinoni. Libretto di Apostolo Zeno. Andato in scena al teatro San Samuele di Venezia nel 1724.
- Scipione di Georg Friedrich Händel. Libretto di Paolo Rolli. Andato in scena al King’s Theatre di Londra nel 1728. Rimesso in scena nel 1730.
- Scipione in Cartagine Nuova di Geminiano Giacomelli. Libretto di Carlo Innocenzo Frugoni. Andato in scena a Piacenza nel 1730.
- Scipio Africanus di Carl Heinrich Graun. Libretto attribuito a Gottlieb Fiedler. Andato in scena di nuovo a Braunschweig (Germania) nel 1732.
- Scipione nelle Spagne di Giovanni Battista Ferrandini. Libretto di Apostolo Zeno. Andato in scena a Monaco nel 1732.
- Scipione nelle Spagne di Carlo Arrigoni. Libretto di Apostolo Zeno. Andato in scena a Firenze nel 1739.
- Scipione in Cartagine di Baldassare Galuppi. Libretto di Francesco Vanneschi. Andato in scena al King’s Theatre di Londra nel 1742.
- Scipione nelle Spagne di Baldassare Galuppi. Libretto di Agostino Piovene. Andato in scena al teatro Sant'Angelo a Venezia nel 1746.
- Scipione di Francesco Domenico Araja. Libretto di Bonechi. Andato in scena a San Pietroburgo nel 1745.
- Scipione nelle Spagne di Ferdinando Bertoni. Libretto di Agostino Piovene. Andato in scena a Milano nel 1768.
- La clemenza di Scipione di Johann Christian Bach. Libretto anonimo. Andato in scena al King’s Theatre di Londra nel 1776.
- Scipione in Cartagena di Luigi Caruso. Libretto di Serafino Bellini. Andato in scena a Venezia nel 1779 e a Rome nel 1781.
- Scipione Africano di Giuseppe Francesco Bianchi. Libretto di Nicolò Minato. Andato in scena a Napoli nel 1786.
- Scipione di Giordano Giordani. Libretto di E. Giusti. Andato in scena a Rovigo (Italia) nel 1788.
- Scipione Africano di Gioacchino Albertini. Libretto di Nicolò Minato. Andato in scena a Roma nel 1789.
- Scipione in Cartagena di Giuseppe Farinelli. Libretto di Luigi Andrioli. Andato in scena a Torino nel 1815.

Händel compose l'opera Scipione su un libretto di Paolo Rolli nel 1726 e la prima si tenne al King's Theatre di Londra. Per l'occasione, Händel allestì una compagnia attoriale di alto livello: la diva Francesca Cuzzoni, nel ruolo della principessa Berenice, e i soprani castrati, tra loro rivali, il Senesino nel ruolo di Lucejo e Antonio Baldi in quello di Scipione.